# Algorri
La playa Algorri está situada a continuación de la playa de Itzurun, en la ladera este del monte de San Telmo, en el municipio guipuzcoano de Zumaya, País Vasco (España).